# Toúmba (Thessalonique)
Toúmba, en grec moderne : Τούμπα, est un quartier de la ville de Thessalonique, en Macédoine-Centrale, Grèce. Le quartier est connu pour son stade qui accueille l'équipe de football du PAOK Salonique.